# Winterpalast

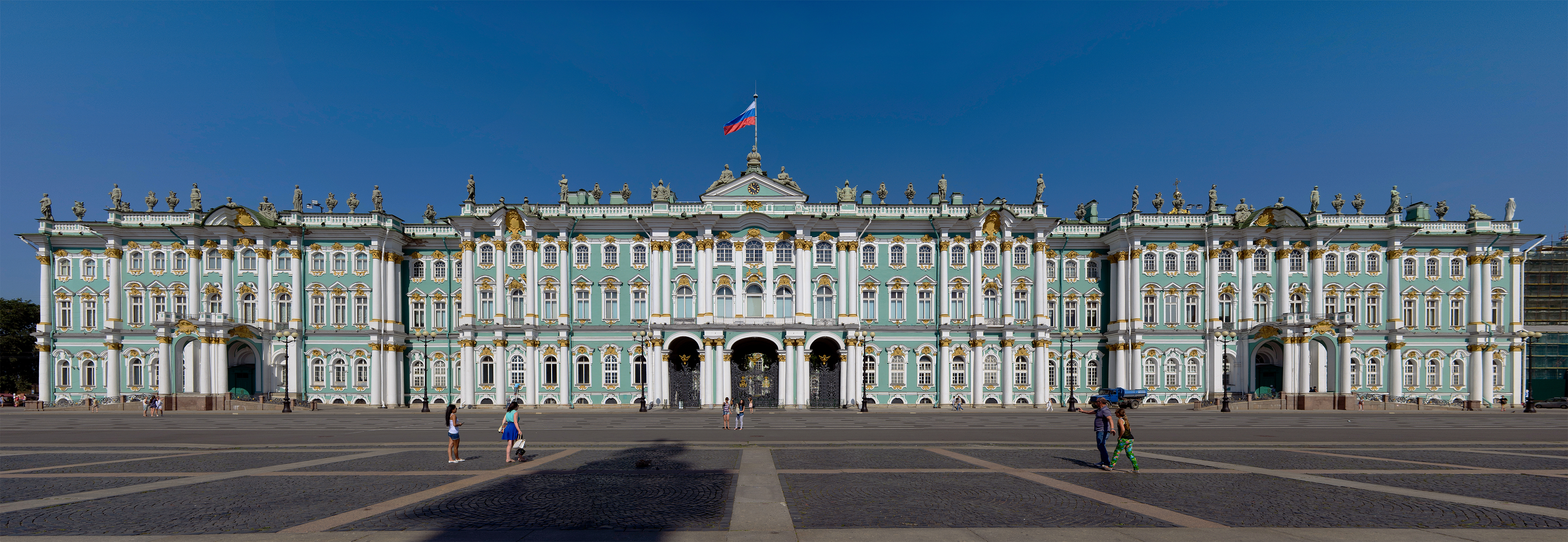
Winterpalast, Fassade zum Palastplatz

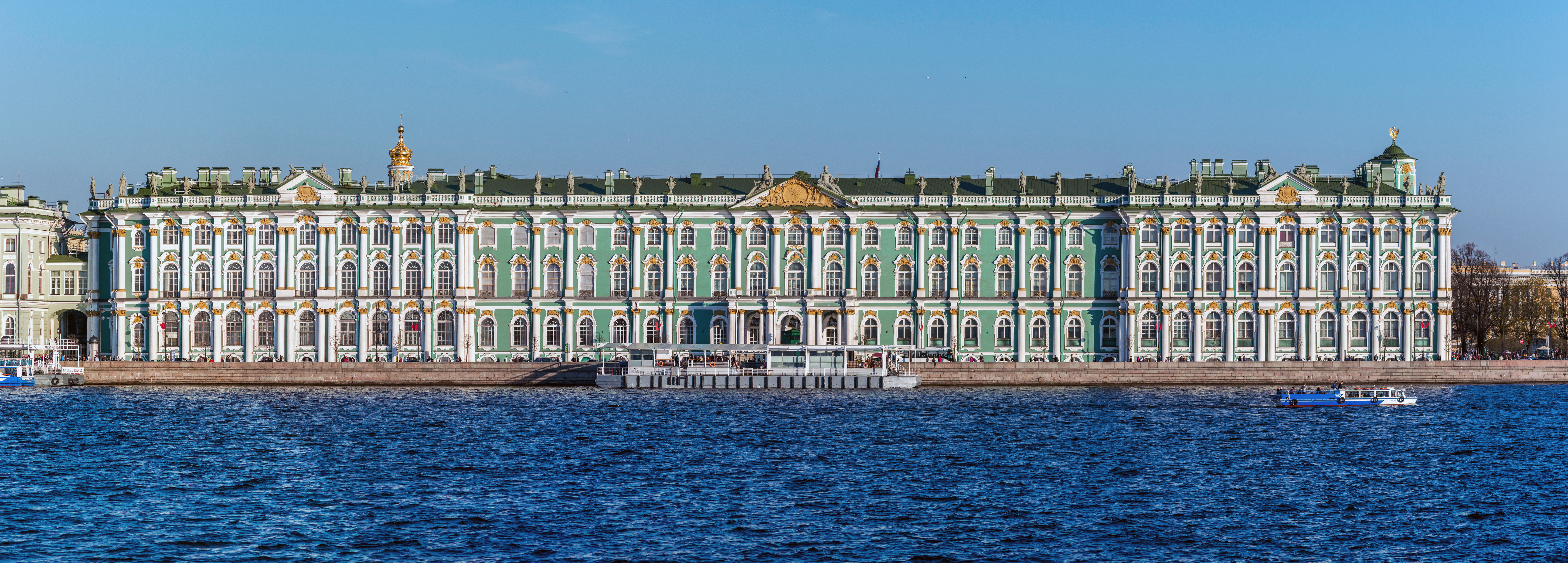
Winterpalast, Fassade zum Palastufer

Der Winterpalast (russisch Зимний дворец ˈzʲimnʲɪj dvɐˈrʲɛts) ist die ehemalige Hauptresidenz der russischen Kaiser in Sankt Petersburg. Er liegt zwischen dem Palastplatz und dem Palastufer an der Newa. Der Palast wurde in den Jahren 1754 bis 1762 im Auftrag von Zarin Elisabeth nach Plänen von Bartolomeo Francesco Rastrelli im Stil des Barocks erbaut und beinhaltet mehr als 1000 Räume. Hervorzuheben sind die Jordantreppe, der Peterssaal (Kleiner Thronsaal), die Militärgalerie (Ruhmeshalle des Vaterländischen Krieges 1812), der Georgssaal (Großer Thronsaal) und die Palastkapelle. Während der Oktoberrevolution 1917 wurde der Winterpalast gestürmt und danach zum Hauptsitz der Eremitage erklärt. Er gehört zu den bedeutendsten Sehenswürdigkeiten Sankt Petersburgs und seit 1990 zum UNESCO-Welterbe.

## Geschichte

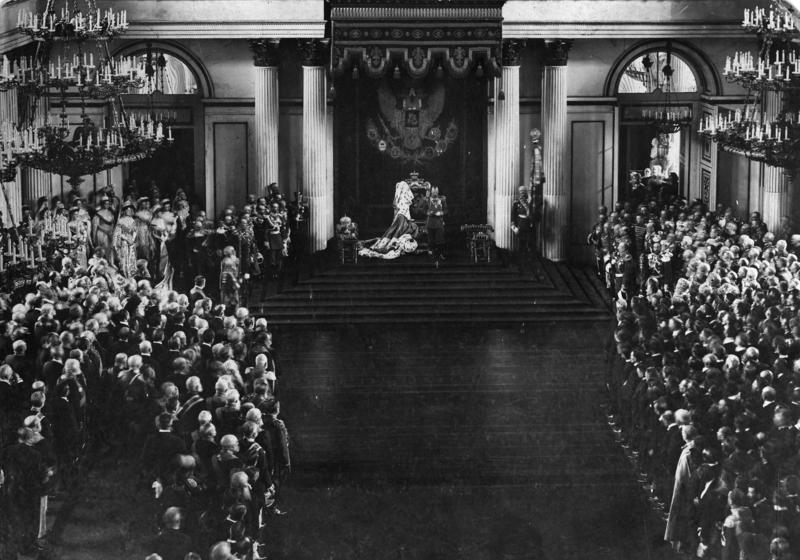
Kaiser Nikolaus II. eröffnet im Georgssaal die erste Duma, 1906

Der Name entstand im Gegensatz zum Sommerpalast, der sich im Sommergarten befindet. Der erste Winterpalast wurde 1711 gebaut und 1721 durch einen neuen ersetzt, in dem Zar Peter I. starb. In den folgenden Jahren wurde er niedergerissen und durch den Baumeister Domenico Trezzini neu gebaut. Zarin Elisabeth ließ diesen aufgrund mangelnder Imposanz abermals niederreißen und von 1754 bis 1762 durch Bartolomeo Francesco Rastrelli neu errichten.
Die Porträts der Militärgalerie (Военная галерея) entstanden zwischen 1816 und 1826 und verherrlichen den russischen Sieg über Napoleon im Vaterländischen Krieg von 1812. Kaiser Alexander I. billigte eine vom Generalstab vorgelegte Liste von Generalen, deren Porträts die Galerie schmücken sollten. In zehnjähriger Arbeit haben der britische Maler George Dawe und seine russischen Assistenten Wassily Golike und Alexander Poljakov 333 Porträts geschaffen, die in fünf Reihen an den Wänden der Galerie gezeigt werden.
Am 17. Dezemberjul. / 29. Dezember 1837greg. brannte der Winterpalast durch ein 30-stündiges Feuer völlig aus. Zar Nikolaus I. ordnete eine Wiederherstellung der Residenz nach früherem Zustand an.  Als wichtigstes Mittel zum Schutz vor Bränden wählte man für die komplexe Dachlandschaft innovative Eisenkonstruktionen, die vom Direktor des Aleksandrovskij-Werks Matthew Clark (1776–1846) in Zusammenarbeit mit den Chefarchitekten Wassili Petrowitsch Stassow, Pawel Alexandrowitsch Brjullow, Alexander Jegorowitsch Staubert und Konstantin Andrejewitsch Thon entwickelt wurden. Zu Ostern 1839 waren die Erneuerungsarbeiten am und im Winterpalast abgeschlossen. Dieser war im Wesentlichen der gleiche, wie er heute an dieser Stelle steht. Die Gemäldesammlung im Palast war nur Mitgliedern des engen höfischen Kreises zugänglich. Nikolaus I. trennte am 5. Februarjul. / 17. Februar 1852greg. organisatorisch den Winterpalast und die Eremitage, womit die Sammlung öffentlicher wurde.
Einen tragischen Eintrag in die Geschichtsbücher bekam der Winterpalast am 9. Januarjul. / 22. Januar 1905greg., dem Petersburger Blutsonntag, als bei einem Marsch demonstrierender Arbeiter russische Soldaten vor dem Winterpalast auf die Demonstranten schossen, wobei es Hunderte von Toten gab. 1906 verlas Zar Nikolaus II. im Georgssaal (Großer Thronsaal) des Palastes die erste Thronrede vor der Duma.
Während des Ersten Weltkrieges dienten Teile des Winterpalastes als Hospital. Später war er Sitz der provisorischen Regierung. Die Oktoberrevolution erlebte hier einen entscheidenden Moment, als die Kerenski-Regierung im Winterpalast von den Bolschewiki inhaftiert wurde. Nach der Revolution wurde der Palast dem benachbarten Museum Eremitage angeschlossen und der allgemeinen Öffentlichkeit zugänglich gemacht.
Im Großen Vaterländischen Krieg wurde er bei der Leningrader Blockade zwischen 1941 und 1944 beschädigt und dann restauriert. Heute setzen ihm vor allem die großen Besuchermassen, die mangelnde Standfestigkeit auf Sumpfgebiet sowie die Feuchtigkeit direkt am Fluss zu. Sanierungen erfolgten in den Jahren 1984 und 2005.

## Außenbau

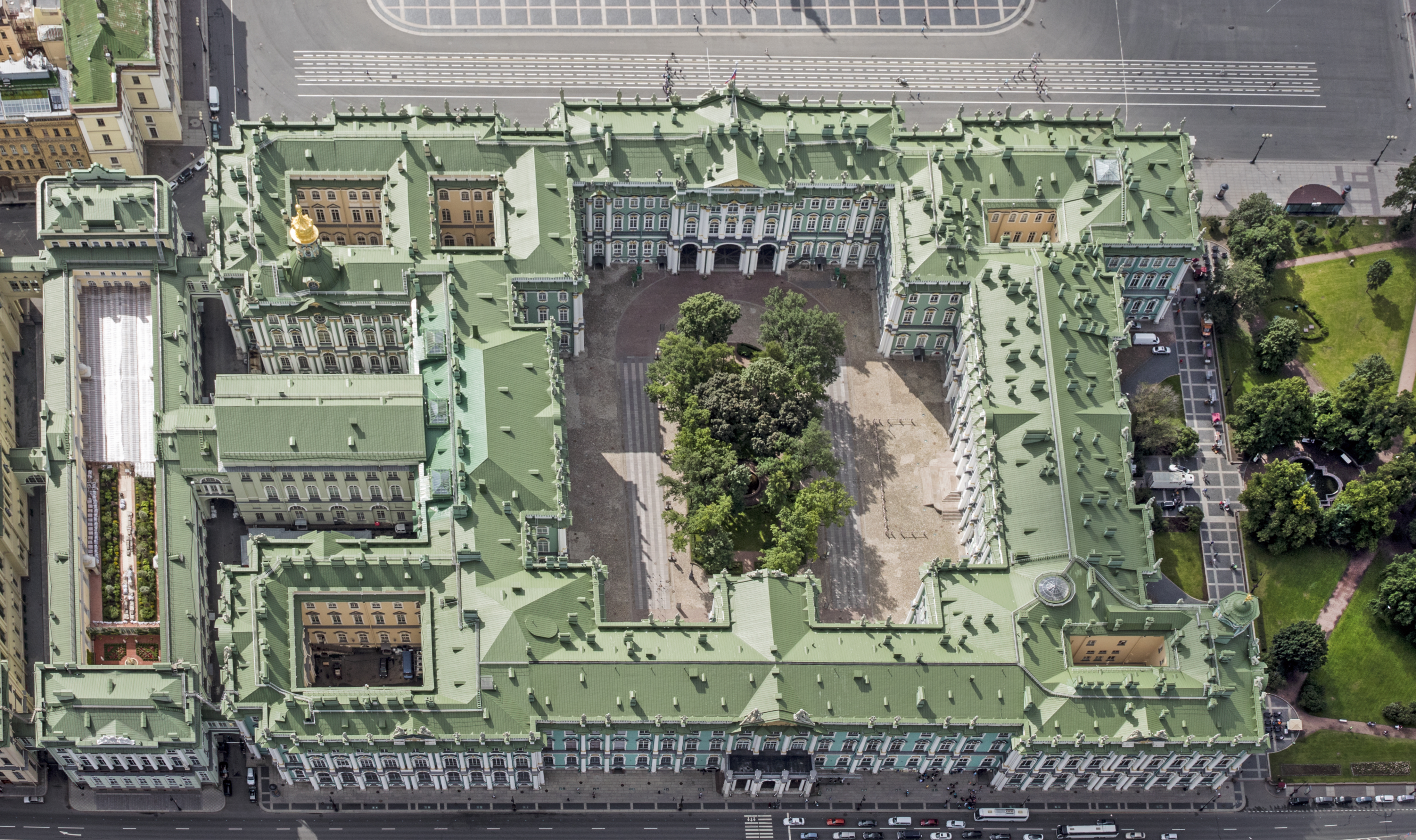
Luftbild des Winterpalastes

Rastrellis Bauwerk gilt als eines der Hauptwerke des russischen Barocks. Vier Flügel schließen sich rechteckig um einen großen Innenhof. Jede Fassadenseite des Palastes ist anders geschmückt, die Fenster variieren von Geschoss zu Geschoss und von Seite zu Seite. Einheitlich ist jedoch die Dreigeschossigkeit, die reichliche Verwendung von vorgestellten Säulen und das umlaufende Gesimsband über dem Erdgeschoss. Das letztere markiert die Abtrennung der ehemals dem niederen Personal und den Wachsoldaten zugewiesenen Ebene von den dem Hof vorbehaltenen beiden Obergeschossen, die an der Fassade mit durchlaufenden Säulenstellungen in Kolossalordnung zusammengefasst werden. Auf der Balustrade des Dachs und den Giebeln stehen Vasen und 3,50 Meter hohe Statuen. Die Farbigkeit des Baus hat im Lauf der Zeit gewechselt und ist weiter in der Diskussion, aktuell (Stand 2021) dominiert ein bläuliches Grün.

## Innenräume

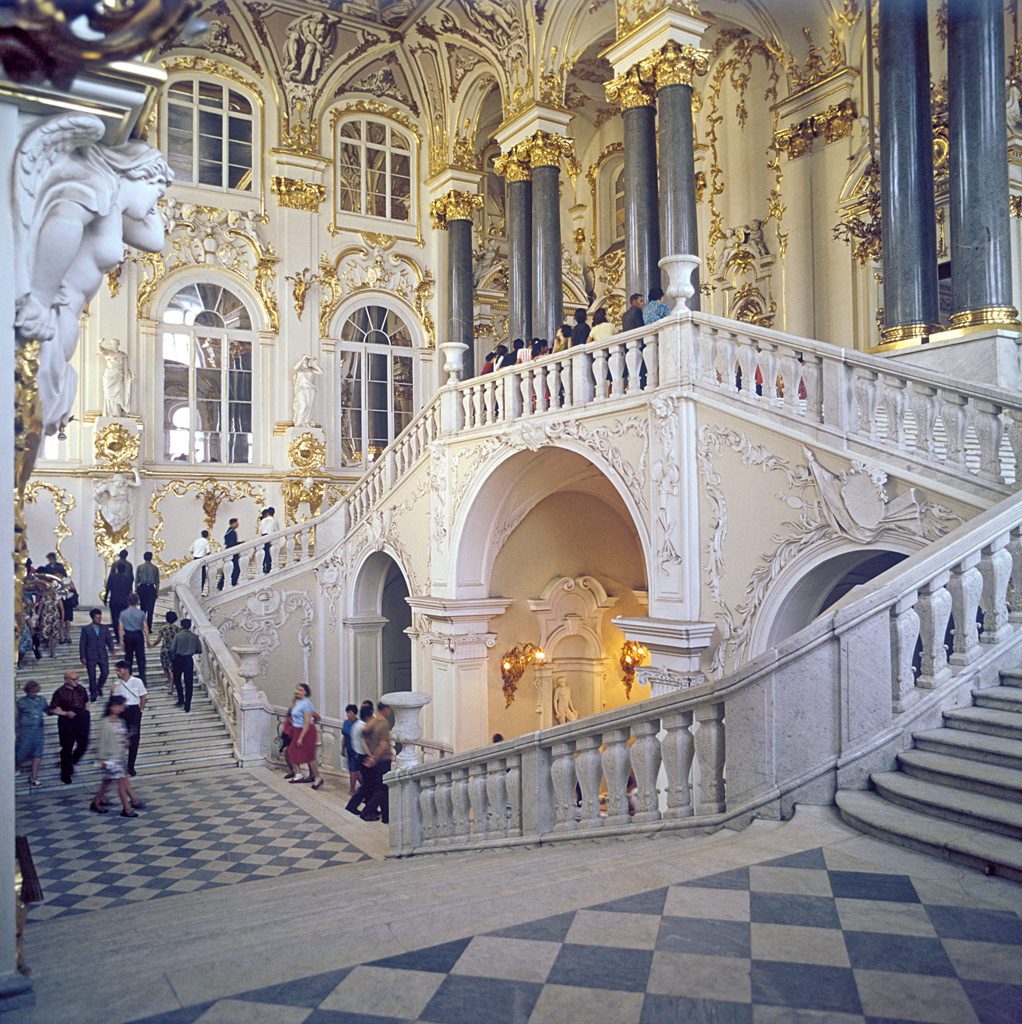
Jordantreppe

Im Inneren befinden sich mehr als 1.000 Räume. Aus der Zeit vor dem Brand von 1837 sind kaum noch Inneneinrichtungen erhalten. Von der Nordecke des Innenhofs führt die Jordan- oder Gesandtentreppe in die Prunkräume des ersten Obergeschosses. Sie wurde von Stassow nach 1837 in der ursprünglichen Form wiederhergestellt. Auch der Kleine Thron- oder Peterssaal entspricht wieder den Plänen Auguste de Montferrands von 1833. Der Große Thron- oder Geogssaal zeigt sich im Zustand der Umgestaltung durch Stassow.
Der größte Raum des Palastes ist der 1103 m² große, von Giacomo Quarenghi 1793 gestaltete Ball- oder Nikolaussaal. Der Malachitsaal (nach 1837) hat seinen Namen von den aus diesem Material gefertigten Säulen und Pilastern. Er diente als Salon für die Gattin Nikolaus I., Alexandra Fjodorowna. Hier und nebenan, im Weißen Esszimmer, tagte im Oktober 1917 letztmals die Übergangsregierung Kerenskis, bis sie in diesen Räumen von den Bolschewiki gefangen genommen wurden.

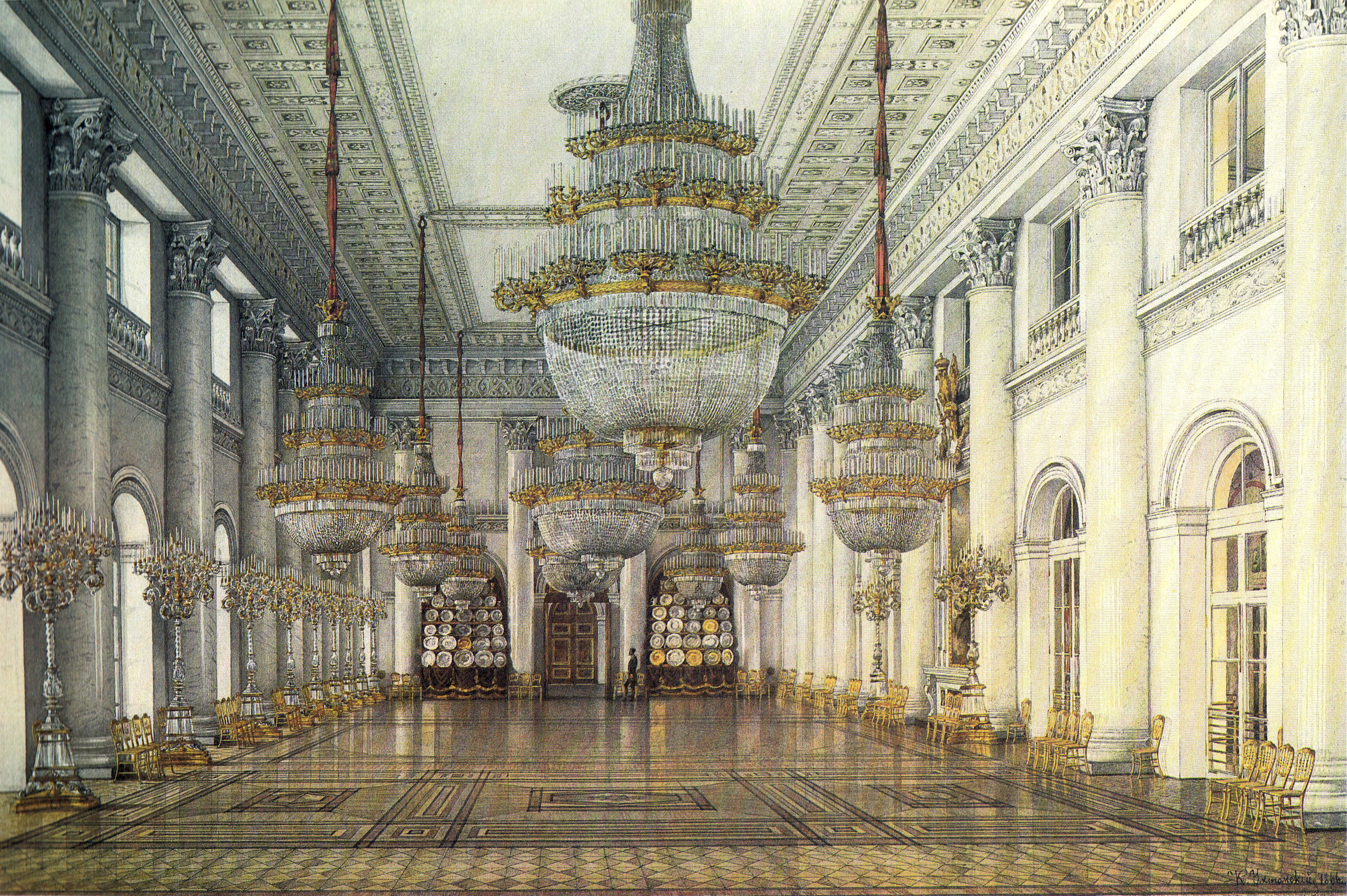
Nikolaussaal
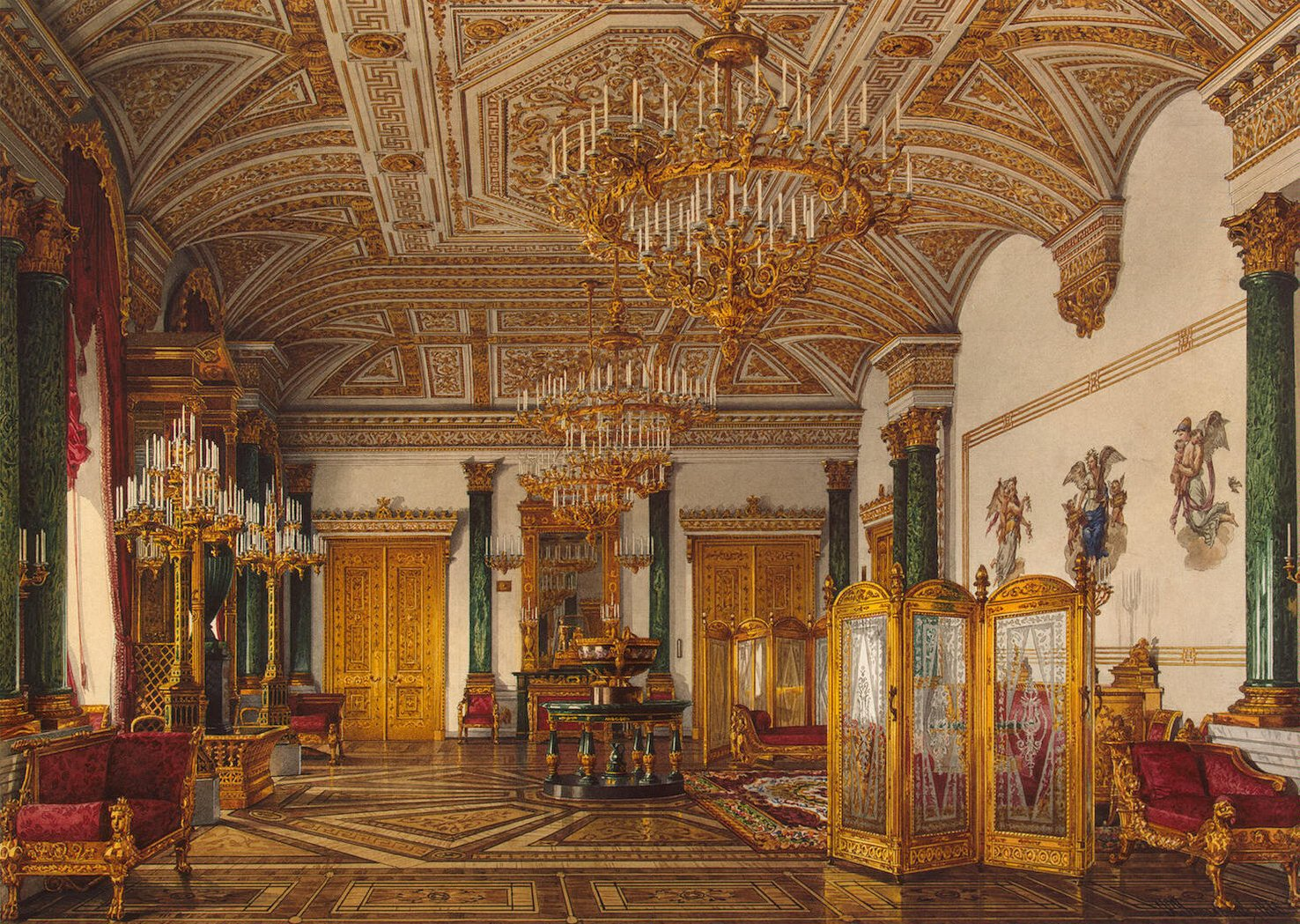
Malachitsaal
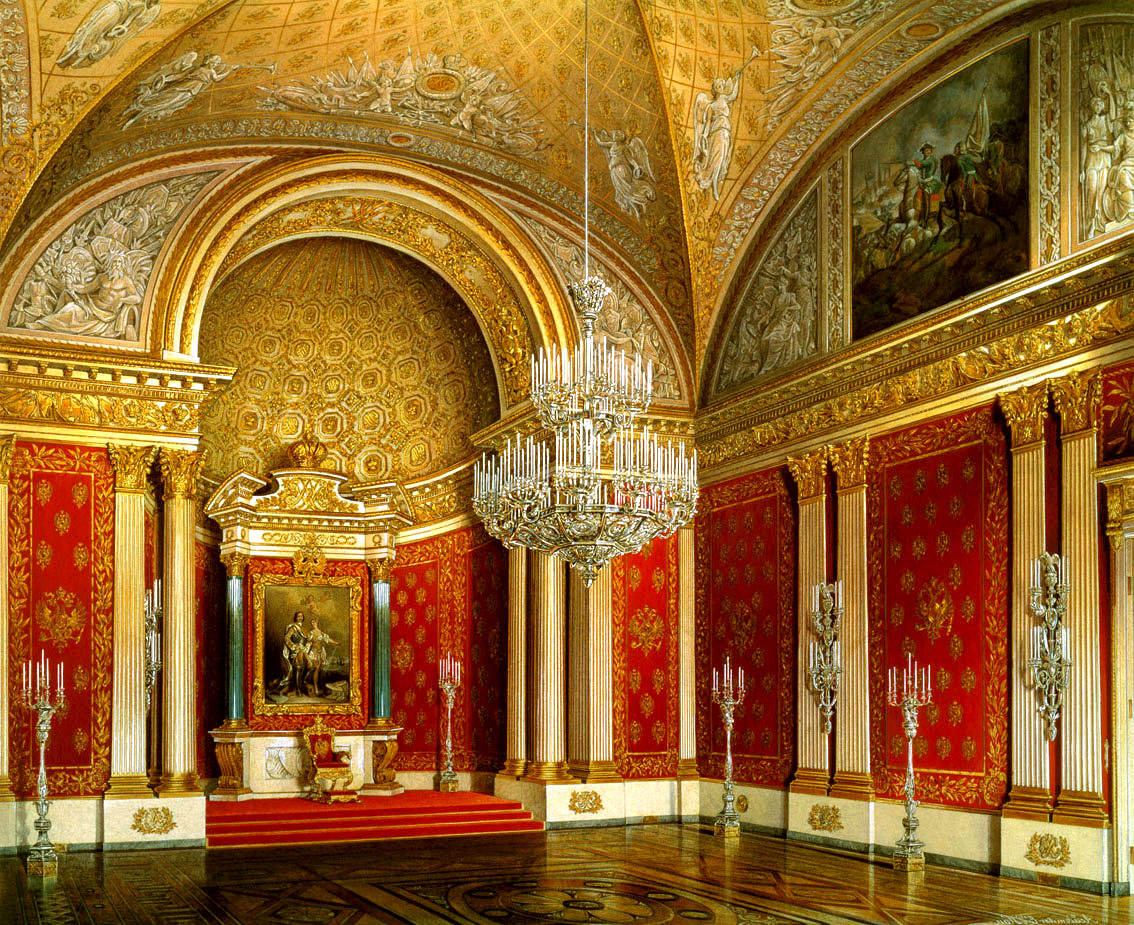
Peterssaal
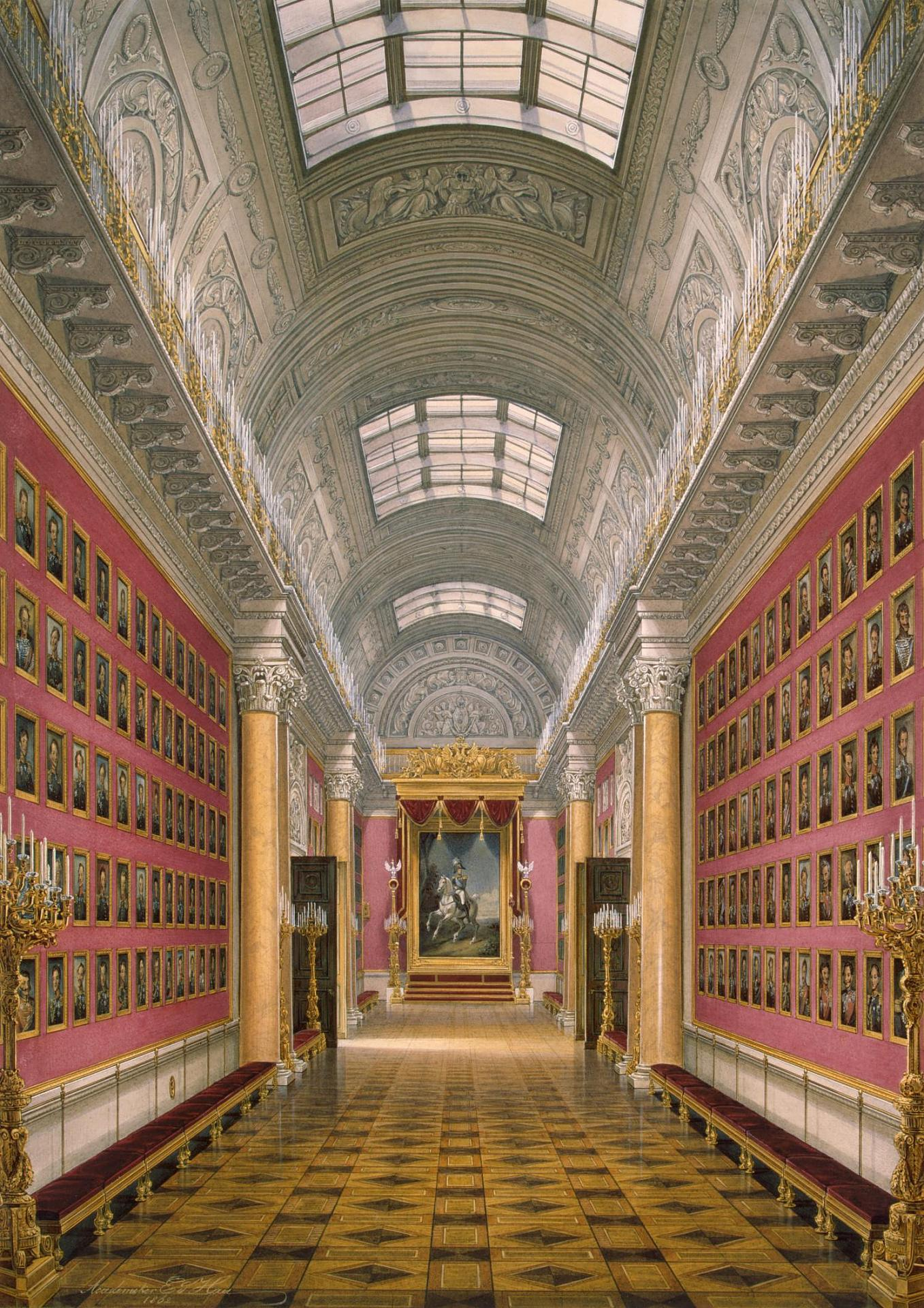
Militärgalerie
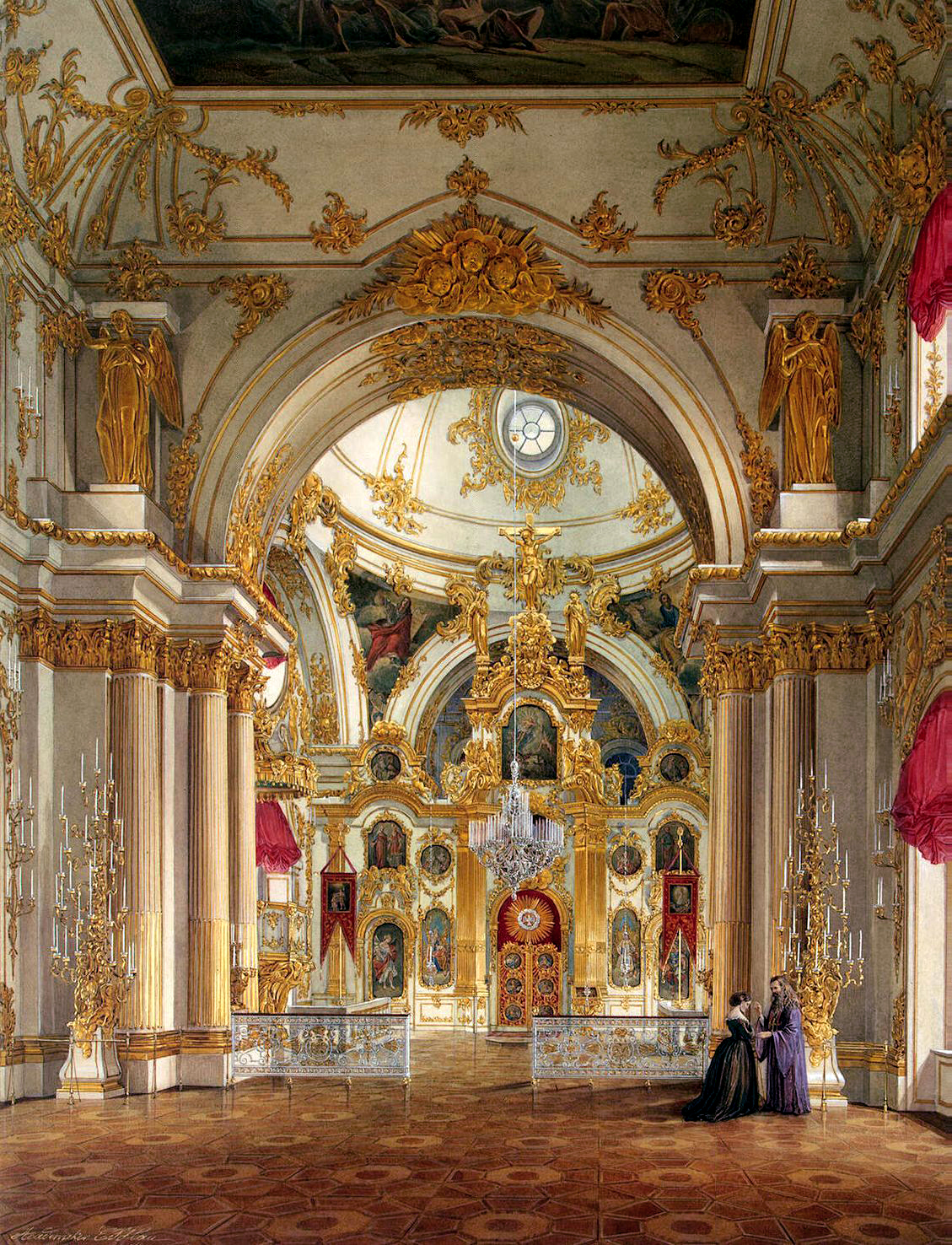
Palastkapelle